# رامپلر سی.۸
رامپلر سی. ۸ (به انگلیسی: Rumpler_C.VIII) یک هواگرد ملخ‌پیشین تک‌موتوره از نوع آموزشی پیشرفته ساخت شرکت رامپلر است. هواگرد رامپلر سی. ۸ نخستین پروازش را در ۱۹۱۷ میلادی انجام داد. این هواگرد در سال ۱۹۱۷ میلادی رسماً معرفی گردید.